# Craspedolepta angustipennis
Craspedolepta angustipennis är en insektsart som först beskrevs av Crawford 1911.  Craspedolepta angustipennis ingår i släktet Craspedolepta och familjen rundbladloppor. Inga underarter finns listade i Catalogue of Life.